# 巴克維爾 (阿肯色州)
巴克維爾（英語：Buckville）是位於美國阿肯色州加蘭縣的一個非建制地區。該地的面積和人口皆未知。

## 地理
巴克維爾的座標為34°37′00″N 93°21′00″W / 34.61667°N 93.35000°W，而該地的平均海拔高度為米（即英尺）。